# 圓翅絨弄蝶
圓翅絨弄蝶也稱臺灣絨毛弄蝶、苅藤絨弄蝶、荊藤絨弄蝶、銀針趾弄蝶。圓翅絨弄蝶和尖翅絨弄蝶長相頗為相似，但前翅較為圓弧。出現環境分佈全島平地至中海拔山區，出現時間在天候昏暗時較容易出現，是一種頗為常見的弄蝶。成蝶飛行較活潑且快速，喜歡訪花，雄蝶會到濕地吸水。

## 特徵
雌蝶雄蝶班紋相異明顯。前翅翅形近於三角形。後翅近橢圓形

## 生態習性
成蝶飛行活潑且快速，雄蝶會至濕地吸水。

## 棲地分佈
台灣本島全島低、中海拔山區。

## 攝食食物
寄主食物：台灣魚藤、疏花魚藤 